# Забайкальская армия ПВО
Забайкальская армия ПВО — армия ПВО в вооружённых силах СССР во время Великой Отечественной войны.

## Формирование армии и боевой путь
Армия сформирована 30 апреля 1945 года на основании постановления ГКО № 7828сс от 14 марта 1945 года на базе Забайкальской зоны ПВО с включением соединений и частей ПВО, передислоцированных из европейской части СССР. Входила в состав войск Забайкальского фронта.

### Боевая задача
Прикрытие от ударов с воздуха объектов, коммуникаций тыла, районов сосредоточения и группировки войск фронта в границах Иркутской и Читинской областей, на территории Бурятии и Монголии в период Советско-японской войны.

### Состав армии
В состав армии входили:
- 3 дивизии ПВО (92-я, 93-я, 94-я);

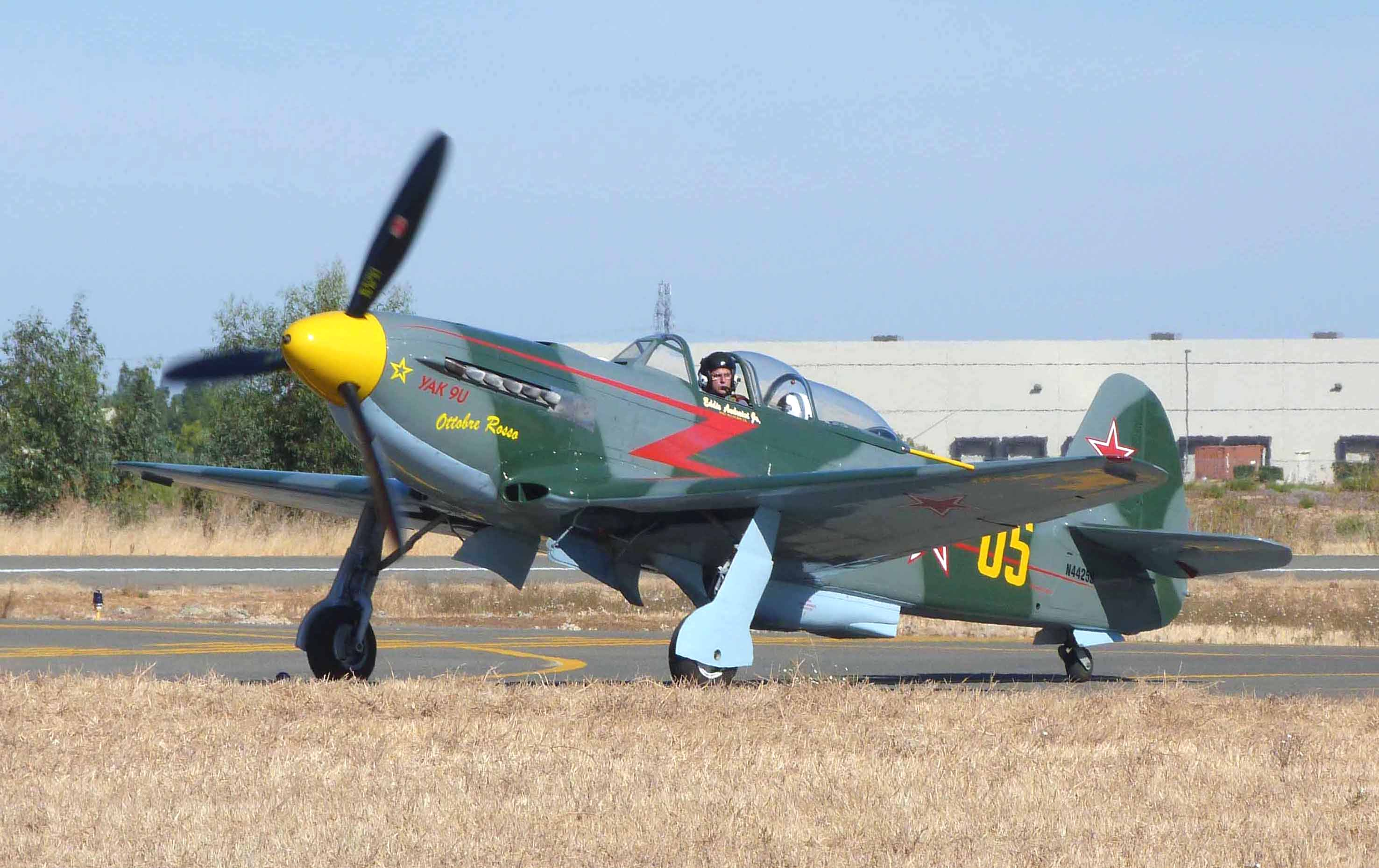
Основной самолёт 297-й иад в Советско-японской войне — Як-9

- 297-я истребительная авиационная дивизия ПВО[2]
- 16 отдельных зенитных артиллерийских дивизионов
- 4 батальона ВНОС
- 10 зенитных бронепоездов
- армейский полк связи

### Боевые действия
К началу августа 1945 года сформированная Забайкальская армия ПВО имела в своем составе три дивизии ПВО и одну истребительную авиационную дивизию. Армия прикрывала важнейшие железнодорожные станции, мосты, крупные населенные пункты: Улан-Удэ, Чита, Ксеньевская (Ксеньевка), Карымская, Борзя, Чойбалсан, а также районы сосредоточения войск, органов фронтового и армейских тылов. Истребительная авиация, находившаяся в оперативном подчинении армии, применялась для сопровождения особо важных транспортных самолётов, для прикрытия аэродромов бомбардировочной авиации и ведения разведки.
С объявлением 8 августа 1945 года Советским Союзом войны милитаристской Японии Забайкальская армия ПВО принимала участие в Хингано-Мукденской наступательной операции Забайкальского фронта. Части ВНОС корпусов и дивизий ПВО вели разведку как воздушного, так и наземного противника, выдавали информацию о нём другим соединениям армии, 39-й и 53-й армиям, 6-й гвардейской танковой армии и Конно-механизированной группы генерал-полковника И. А. Плиева, 12-й воздушной армии. Части зенитной артиллерии принимали участие в артиллерийской подготовке, а в последующем — и поддержке наступающих войск. Авиационные полки армии ПВО осуществляли прикрытие объектов и войск патрулированием в воздухе и дежурством на аэродромах.

## Командный состав
- Командующий — генерал-майор артиллерии П. Ф. Рожков (30 апреля 1945 г. — 3 сентября 1945 г.).
- Член Военного совета — полковник В. Д. Маркин (30 апреля 1945 г. — 3 сентября 1945 г.).
- Начальник штаба — полковник А. С. Витвинский (30 апреля 1945 г. — 3 сентября 1945 г.).

## Благодарности Верховного Главнокомандования
297-й истребительной авиационной дивизии за отличные боевые действия в боях с японцами на Дальнем Востоке и за овладение городами главным городом Маньчжурии Чанчунь и городами Мукден, Цицикар, Жэхэ, Дайрэн, Порт-Артур объявлена благодарность .

## Расформирование
В связи с реорганизацией управлений формирований войск ПВО с июня 1946 года управление армии расформировано. Соединения и части армии вошли в состав Дальневосточного округа ПВО, сформированного на основе переформированного управления Приморской армии ПВО. Истребительная авиация армии вошла в состав 1-го истребительного авиационного корпуса ПВО (Хабаровск. Командир — генерал-майор авиации Л. Г. Рыбкин).